# Melo Trimble
Melo Trimble, né le 2 février 1995, à Washington D.C., est un joueur américain de basket-ball. Il évolue au poste de meneur. 

## Palmarès
- 3e des Jeux panaméricains de 2015
- McDonald's All American 2014
- First-team All-Big Ten 2017
- Big Ten All-Freshman team 2015